# سیارک ۳۱۹۶
سیارک ۳۱۹۶ (به انگلیسی: 3196 Maklaj، نامگذاری:1978RY) سه هزار و صد و نود و ششمین سیارک کشف شده‌است که در ۱ سپتامبر ۱۹۷۸ کشف شد.
قدر مطلق سیارک برابر ۱۲٫۳۰ است.